# Lorius chlorocercus
El lori acollarado (Lorius chlorocercus) es una especie de ave psitaciforme de la familia de los Psittaculidae que puebla las selvas de  las islas Salomón.